# Lopesia marginalis
Lopesia marginalis är en tvåvingeart som beskrevs av Maia 2001. Lopesia marginalis ingår i släktet Lopesia och familjen gallmyggor. Inga underarter finns listade i Catalogue of Life.